# Alur Buluh
Alur Buluh is een bestuurslaag in het regentschap Aceh Tenggara van de provincie Atjeh, Indonesië. Alur Buluh telt 174 inwoners (volkstelling 2010).